# García López de Cárdenas
García López de Cárdenas (Llerena, ... – fl. XVI secolo) si crede essere stato il primo europeo a scoprire il Grand Canyon.

## Biografia
Cárdenas nacque a Llerena, in Spagna, da Alonso de Cárdenas y doña Elvira de Figueroa e da Maria García Osorio. Era il comendador di Caravaca. Cardenas era un conquistador che partecipò alle esplorazioni di Francisco Vázquez de Coronado. Le spedizioni, compresa quella guidata da Pedro de Tobar, avevano raccolto racconti di un grande fiume situato a nord di Cíbola (Zuñi). Cárdenas fu inviato nel 1540 dal generale situato a Cíbola con l'obbiettivo di trovare il fiume e ritornare entro 80 giorni. Pedro de Sotomayor lo accompagnò per registrare l'avvenimento come cronista. Dopo 20 giorni di marcia in direzione nord, ebbe successo; la sua spedizione però fece fatica a raggiungere il fiume (chiamato fiume Tizon) a causa delle alte pareti a picco che li dividevano dal suo corso. Si trovavano sul bordo meridionale del Grand Canyon. Dopo numerosi giorni di tentativi falliti di discesa (gli uomini pativano la sete), il gruppo fu costretto a tornare a Cíbola. Nonostante Cardenas sia considerato il primo europeo ad aver messo gli occhi sul Grand Canyon, Hernando de Alarcón ne aveva esplorato il fiume Colorado molti mesi prima.